# Eyes Set to Kill
Eyes Set to Kill (também conhecida por ESTK) é uma banda de post-hardcore estadunidense de Phoenix. As irmãs Alexia e Anissa Rodriguez, juntamente com a ex-vocalista Lindsey Vogt começaram a banda em 2003. Lindsey Vogt saiu da banda em meados de 2007. Lindsey passaria a formar um projeto solo conhecido como "The Taro Sound", e finalmente, formou a banda "The Attraction". Depois da partida de Lindsey, Alexia assumiu sua posição como vocalista, assim como guitarrista.
Atualmente formada por Alexia Rodriguez (vocal, guitarra), AJ Bartholomew (vocal de apoio, guitarra), Caleb Clifton (bateria).
O álbum The World Outside recebeu aclamação da crítica o grupo foi destaque na capa da "USA Today", a "Alternative Press Magazine's" classificou como uma das "100 bandas que você precisa saber". "Broken Frames" ficou classificado em quinto lugar na lista de "Locals Only: os melhores álbuns e EPs em 2010".

## História
A banda tem esse nome devido a um poema de Alexia na escola. O poema era sobre um criminoso, cujos olhos estavam fixos para matar, e de como ele estava determinado a alcançar seu objetivo. A frase "quando os olhos estão fixos para matar" significa estar realmente determinado e lutar por aquilo em que acredita, e não desistir do sonho por nada nem ninguém.
Primeiro tomaram o Arizona, Eyes Set to Kill, lançou seu primeiro single "Reach" e rapidamente ultrapassou seus concorrentes no totem da indústria da música e nunca olhou para trás. O álbum estreou em # 29 na Heatseekers Billboard Charts e # 77 no Billboard's Independent Music, enquanto a banda não perdeu tempo a retornar para a estrada com todos, desde Drop Dead Gorgeous, Brokencyde, Gwen Stacey e Before Their Eyes.
A banda que já gravou cinco álbuns, o terceiro The World Outside (O Mundo Fora), percorreu todos os Estados Unidos da América e o quarto "Broken Frames" mesmo com pouco tempo de lançamento, já estréia um grande sucesso nos Estados Unidos da América e no resto do Mundo.
Em 2011, 7 de julho,  a banda anuncia seu rompimento com a Breaksilence Records e começam sua própria gravadora chamada Forsee Records e estrearam-a com o novo álbum chamado White Lotus, lançado dia 9 de agosto.
Em 19 de julho de 2012 foi anunciado que o Eyes Set To Kill assinou um contrato com a Century Media Records. A banda entrou em estúdio no início de 2013 com o produtor Steve Evetts (Suicide Silence e The Dillinger Escape Plan) para gravar seu álbum de estréia para a Century Media Records. O álbum foi previsto para ser lançado na Primavera de 2013. Em 20 de dezembro de 2012, a banda chegou a 1,000,000 likes no Facebook levando-os para liberar um download gratuito de uma nova demo para o seu próximo álbum intitulado "Masks". "Masks" foi lançado em 17 de setembro de 2013.
Em 7 de fevereiro de 2014, Cisko Miranda anunciou sua saída da banda, dando lugar á Tony Diaz.
Com seu novo álbum em fase de gravação e previsto pra sair ainda em 2017, a banda anuncia a nova formação com Tiaday Ball, no lugar de Anissa Rodriguez, e AJ Bartholomew, guitarrista que estava apenas nas turnês e agora foi efetivado.

## Integrantes
Membros Atuais
- Alexia Rodriguez - vocal, guitarra (2003-presente)
- Caleb Clifton - bateria, percussão (2005-presente)
- AJ Bartholomew - vocal de apoio, guitarra (2015-presente)

Membros de Turnê
- Justin Whitesel - guitarra (2011)
- David Molina - guitarra (2011)

Ex-Membros
- Spencer Merrill - vocal de apoio (2003)
- Austin Vanderbur - vocal de apoio (2003–2005)
- Brandon Anderson - vocal de apoio, guitarra rítmica, sintetizadores (2005–2010)
- Justin Denson - vocal de apoio (2010)
- Lindsey Vogt - vocal (2003–2007)
- Greg Kerwin - guitarra (2007–2011)
- Zack Hansen - guitarra rítmica (2003–2005)
- John Moody - guitarra rítmica (2005–2006)
- Alex Torres - guitarra rítmica, vocal de apoio (2006–2007) (ex-Alesana)
- Milad Sadegi - bateria (2003–2005)
- David Phipps - bateria (2003)
- Cisko Miranda - vocal de apoio, guitarra rítmica (2010-2014)
- Anissa Rodriguez - baixo (2003–2016), vocal de apoio (2007-2016)
- Max Green - baixo (2016–2017), vocal de apoio (2016-2017)
- Tiaday Xavier Ball - baixo (2017-2018)
- Comron Fouladi - baixo (2018)

## Discografia
Álbuns de estúdio
- Reach (2008)
- The World Outside (2009)
- Broken Frames (2010)
- White Lotus (2011)
- Masks (2013)
- Eyes Set to Kill (2018)

EPs
- When Silence Is Broken, The Night Is Torn (2006)

Singles
| Ano  | Canção                                 | Álbum                                     |       |
| ---- | -------------------------------------- | ----------------------------------------- | ----- |
| 2006 | "Liar in the Glass"                    | When Silence Is Broken, the Night Is Torn |       |
| 2006 | "Beauty Through Broken Glass"          | When Silence Is Broken, the Night Is Torn |       |
| 2006 | "This Love You Breathe"                | When Silence Is Broken, the Night Is Torn |       |
| 2006 | "Darling"                              | When Silence Is Broken, the Night Is Torn |       |
| 2008 | "Reach"                                | Reach                                     |       |
| 2008 | "Darling"                              | Reach                                     |       |
| 2009 | "Heights"                              | The World Outside                         |       |
| 2009 | "The World Outside"                    | The World Outside                         |       |
| 2010 | "Deadly Weapons (feat. Craig Mabbitt)" | The World Outside                         |       |
| 2010 | "Broken Frames"                        | Broken Frames                             |       |
| 2011 | "The Secrets Between"                  | White Lotus                               |       |
| 2013 | "True Colors"                          | Masks                                     |       |
| 2013 | "Infected"                             | Masks                                     |       |
| 2013 | "Litlle Liar"                          | Masks                                     | Masks |
| 2013 | "Killing In Your Name"                 | Masks                                     | Masks |